# Resolução 47 do Conselho de Segurança das Nações Unidas

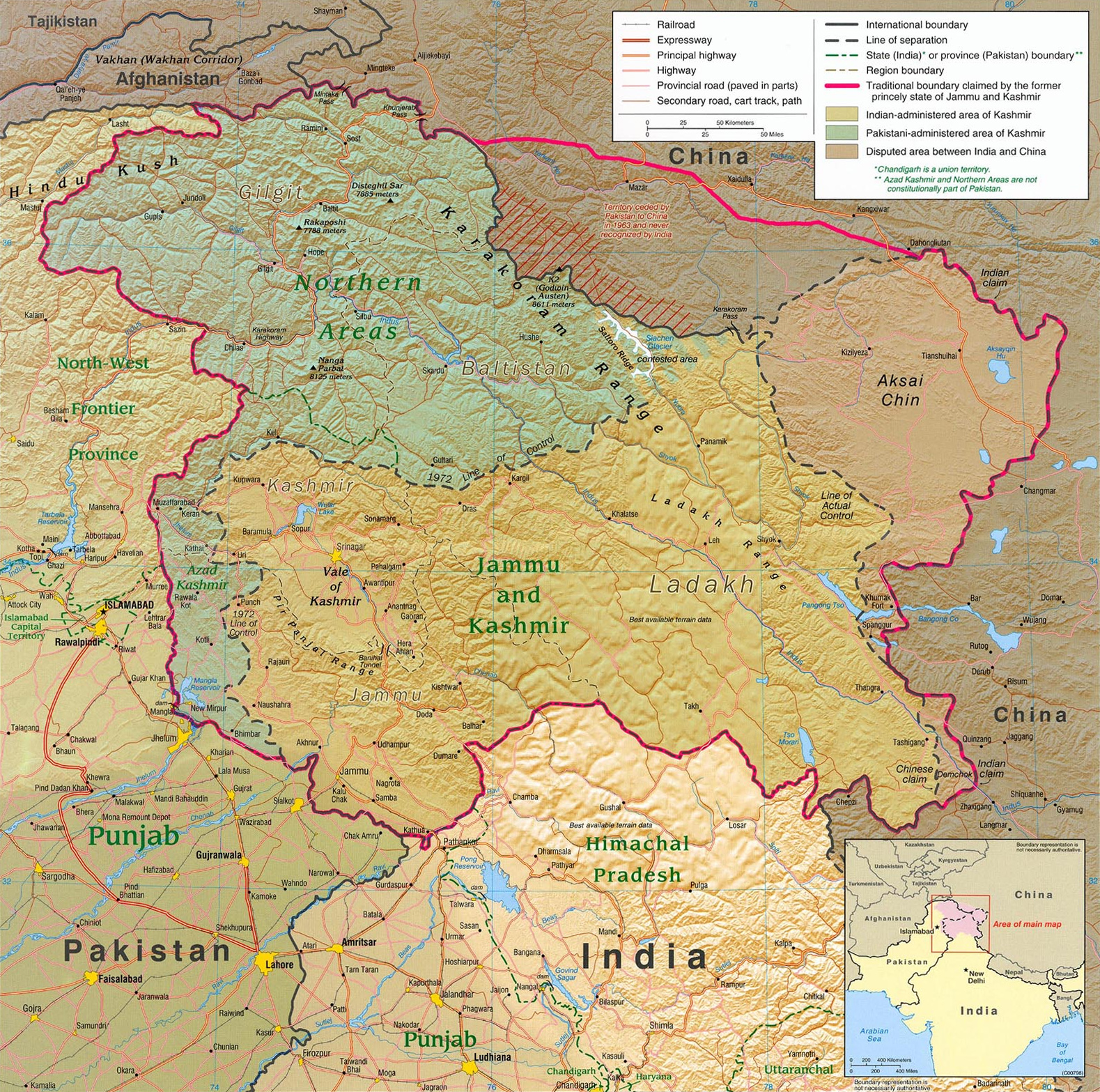
Região da Caxemira em 2004

Resolução 47 do Conselho de Segurança das Nações Unidas, aprovada em 21 de abril de 1948, após ouvir os argumentos da Índia e do Paquistão, o Conselho aumentou o tamanho da Comissão criada pela Resolução 39 do Conselho de Segurança das Nações Unidas a cinco membros, solicitou à Comissão que fosse ao subcontinente e ajudar os governos da Índia e do Paquistão restaurar a paz e a ordem na região e se preparar para um plebiscito para decidir o destino da Caxemira. A resolução foi aprovada pelo Conselho de Segurança das Nações Unidas nos termos do Capítulo VI da Carta das Nações Unidas. Resoluções aprovadas nos termos do Capítulo VI da Carta das Nações Unidas são consideradas não vinculativas e não têm aplicabilidade obrigatória, ao contrário das resoluções aprovadas nos termos do Capítulo VII.
A resolução recomenda que, a fim de garantir a imparcialidade do plebiscito o Paquistão retirasse todas as tribos, nativos e tropas que entraram na região com o objetivo de combater e que a Índia deixasse apenas o número mínimo de tropas necessárias para manter a ordem civil. A Comissão também enviaria à região tantos observadores quanto fossem necessários para assegurar que as disposições da resolução fossem promulgadas. O Paquistão ignorou o mandato das Nações Unidas, não retirou suas tropas e reivindicou que a retirada das forças indianas fosse um pré-requisito para acordo sobre esta resolução. Posteriormente o Paquistão recusou-se em aplicar o plebiscito até que a Índia aderir lhe e continuou segurando a parte da Caxemira sob seu controle.
Foi aprovada parágrafo por parágrafo, sem votação da resolução como um todo.